# Andrath

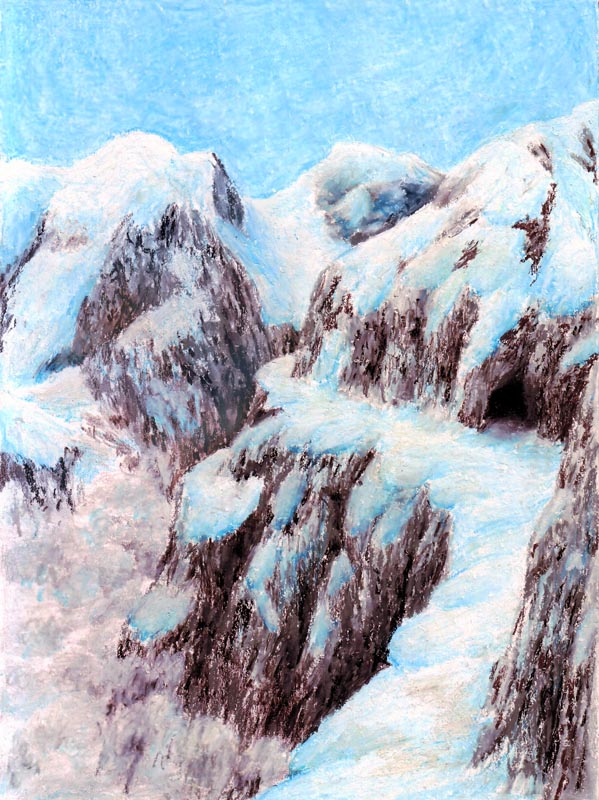
De Hoge Pas in de Nevelbergen

De Cirith Forn en Andrath (Nederlands: Noordelijke pas van de lange beklimming, Engels: Northern pass of the long climb), beter bekend als de Hoge Pas (Engels: High Pass), is een bergpas in de fictieve wereld Midden-aarde van J.R.R. Tolkien.
Ten oosten van Imladris ligt deze pas over de Nevelbergen die uiteindelijk leidt tot het dal van de Anduin, ten noorden van de Karrots en het huis van Beorn.
In de bergen regeert de Grote Aardman met een grote groep aardmannen op de plek die wel Aardmanpoort (Engels: Goblin Gate) wordt genoemd.
In De Hobbit trekken de 13 dwergen, Gandalf en Bilbo over de pas en overnachten in een grot die de Aardmanpoort blijkt te zijn. De orks nemen de dwergen en de hobbit gevangen, die uiteindelijk nog maar net kunnen ontsnappen.
Diep in de bergen onder de pas vindt Bilbo de Ene Ring, die van de vinger van het schepsel Gollem gegleden was.